# MILW-Klassen EF-4 und EP-4
Die Klassen EF-4 und EP-4 waren zwölf Elektrolokomotiven der Chicago, Milwaukee, St. Paul and Pacific Railroad (Milwaukee Road), die zusammen mit acht weiteren Exemplaren von General Electric 1946 für den Export in die Sowjetunion gebaut wurden. Die Lokomotiven mit der Achsformel (2’Do)(Do2’) bzw. nach AAR-Notation 2-D+D-2 besaßen zwölf Achsen, von denen acht angetrieben waren. Sie waren für das in der Sowjetunion gebräuchliche Stromsystem mit 3000 Volt Gleichspannung ausgelegt. Wegen des beginnenden Kalten Krieges kam eine Auslieferung an die Sowjetische Staatsbahn nicht mehr zustande. Vierzehn der 20 Maschinen wurden ursprünglich in russischer Breitspur (1524 mm) gebaut, die anderen waren bereits bei der Auslieferung für Normalspur ausgerüstet.

## Einsatz bei der Milwaukee Road
Die Milwaukee Road bot an, alle 20 Lokomotiven einschließlich der zur Verfügung stehenden Ersatzteile für 1 Million US-Dollar zu kaufen, was wenig mehr als dem Verschrottungswert entsprach. Der Vorstand wollte dem Kauf zunächst nicht zustimmen. Nach dem Beginn des Koreakrieges benötigte die Gesellschaft jedoch mehr Lokomotiven für ihre elektrifizierte Hauptlinie. Der Vorstand wandte sich wieder an General Electric und musste feststellen, dass inzwischen acht Lokomotiven einschließlich aller Ersatzteile verkauft waren, der Kaufpreis jedoch weiterhin bei 1 Million Dollar lag. Von den acht verkauften Maschinen gingen drei an die Chicago South Shore and South Bend Railroad (the South Shore) und fünf an die Companhia Paulista de Estradas de Ferro in Brasilien.
Bei den ersten Testfahrten erwiesen sich die Lokomotiven nicht als zufriedenstellend, da sie zum Schleudern anfällig waren. Die alten Unterwerke mit Motorgeneratoren aus der Zeit vor dem Ersten Weltkrieg hatten Schwierigkeiten, zwei Lokomotiven unter Volllast mit ausreichend Energie zu versorgen, was zur Folge hatte, dass ihre Zugkraft nicht vollständig ausgenutzt werden konnte. Die Führerstandsanzeigen waren zudem noch auf Russisch. Nach Umbauten mit erhöhtem Gewicht und modifizierter Leistung erwiesen sich die als EF-4 eingereihten Lokomotiven als sehr leistungsstark und zuverlässig. Einige Unterwerke wurden später aufgerüstet, um mit einer auf 3400 Volt erhöhten Fahrdrahtspannung den Leistungsanforderungen besser zu entsprechen.

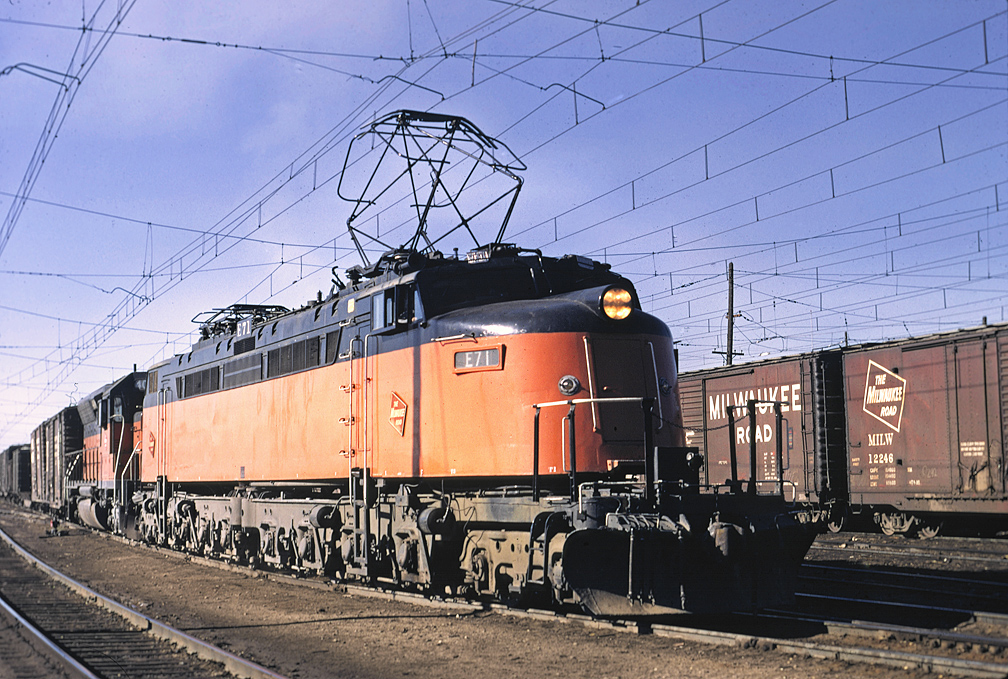
EF-4 vor Diesellok in Deer Lodge

 Bei weiteren Umbauten wurden auf der einen Lokseite die Führerstände und Fenster ausgebaut, um einige störanfällige elektrische Ausrüstungsteile in eine kühlere Umgebung verlagern zu können. Dies war möglich, da die Lokomotiven an ihren jeweiligen Endstationen in Harlowton und Avery gedreht und generell Lokomotiven mit nur einem Führerstand bevorzugt wurden. Die bedeutsamste Modifikation war der Einbau einer hauseigens entwickelten Vielfachsteuerung für die Mehrfachtraktion mit dieselelektrischen Lokomotiven. In den 1960er und 1970er Jahren war es somit nicht ungewöhnlich, mehrere Diesellokomotiven von einer EF-4 oder einer Boxcab-Geschwisterlok ziehen und steuern zu lassen.
Zwei Lokomotiven wurden für den Olympian Hiawatha eingesetzt und als Klasse EP-4 eingereiht. Sie erhielten Rollenlager anstelle der Gleitlager sowie in einem Führerstand einen Dampfkessel zur Zugheizung. Der Rest wurde als EF-4 bezeichnet. Sie kamen ausschließlich auf der Rocky Mountain Division in Montana und Idaho zum Einsatz und erneuerten dort den noch aus den Boxcabs (EP-1, EF-1, 2, 3, 5) von 1915/16 und den Quills (EP-3) von 1919 bestehenden Fahrzeugpark. Auf der Coast Division in Washington blieb der Einsatz hingegen aus, zumal die dortigen Unterwerke nicht für die neuen Anforderungen umgebaut wurden. Drei Fahrzeuge wurden bereits in Normalspur an die Milwaukee Road ausgeliefert, während der Rest in den bahneigenen Werkstätten umgebaut werden musste. 1956 wurden die zwei EP-4 in gewöhnliche EF-4 für den Güterverkehr umgezeichnet. Mitte der 1960er Jahre musste die bis dahin verwendete Lackierung in orange und weinrot mit schwarzem Dach der neuen Standardlackierung orange-schwarz weichen. Der Einsatz währte bis zum Ende des elektrischen Betriebes im Juni 1974. Von den Angestellten erhielten die Lokomotiven als Anspielung auf Josef Stalin den Spitznamen Little Joe (Stalin war nur etwa 160 cm groß). Die E70 ist als Denkmallok in Deer Lodge erhalten.

## Geschwisterloks

### Chicago South Shore & South Bend Railroad

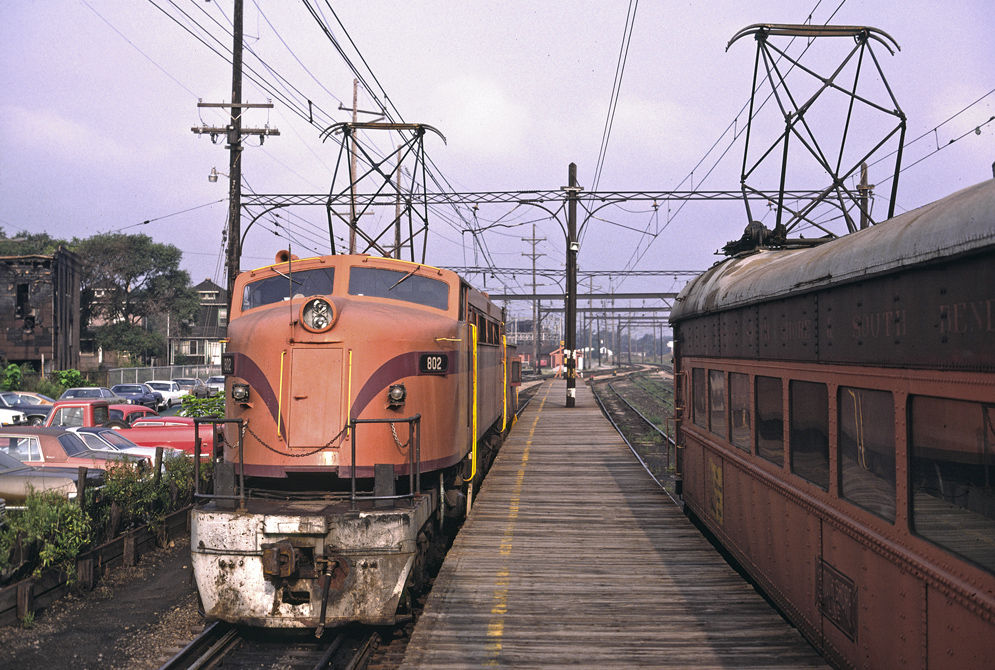
CSSSB 802 bei der Durchfahrt durch Gary im Bundesstaat Indiana (August 1980)

Die grundsätzlich auf den Vorortverkehr in Chicago und im nordwestlichen Indiana fokussierte Chicago South Shore and South Bend Railroad setzte ihre Lokomotiven im Güterverkehr ein. Dort wurden sie für den Einsatz unter der mit 1500 Volt Gleichstrom betriebenen Oberleitung modifiziert. Im Gegensatz zu den Geschwisterloks der Milwaukee Road erhielten sie nicht den Spitznamen Little Joes, sondern wurden kurz als 800s bezeichnet. Zwei von drei Loks wurden bis Januar 1981 eingesetzt, wodurch die South Shore als letzte nicht auf bestimmte Massengüter spezialisierte nordamerikanische Bahn Elektrolokomotiven im Güterverkehr auf einer Hauptstrecke nutzte. Die Lok mit der Nummer 803 ist im Illinois Railway Museum ausgestellt. Die Nummer 802 ist im Lake Shore Railway Historical Museum in North East (Pennsylvania) erhalten, 16 Kilometer von ihrem Produktionsort bei der GE Locomotive Assembly Plant in Erie (Pennsylvania) entfernt.

### Companhia Paulista de Estradas de Ferro
Die Companhia Paulista de Estradas de Ferro rüstete ihre Lokomotiven auf 1600 mm Breitspur um. Dort waren sie unter dem Namen Russas bekannt. Sie fuhren bis 1999 und wurden so die letzten betriebenen Exemplare der Bauserie. Mit der Privatisierung der Rede Ferroviária Federal in jenem Jahr endete der elektrische Betrieb. Die Lokomotiven 6451, 6453 und 6454 wurden verschrottet. Die Nummer 6452 ist in einem Museum in Jundiai im Bundesstaat São Paulo und die Nummer 6455 in einem Museum in Bauru im Bundesstaat São Paulo erhalten.

## Modelle
Es gab Großserienmodelle der Klassen EF-4 und EP-4 von Mikes Train House (MTH) und von diversen Kleinserienherstellern.